# 各国におけるビットコインの法的な扱い
暗号通貨ビットコインの法的な扱いは、世界各国で多様であり、かつ急激に変化を続けている。例えばドイツではビットコインをプライベート貨幣として合法化しているが、中国では通貨として認めておらず、公的金融機関による扱いに制限がある。デンマークではビットコインによる日常的な取引に課税しないと決めた。

## 各国の法的な扱い一覧
| 国または地域   | 法的扱い            | 注記 |
| -------------- | ------------------- | --- |
| アイスランド   | 自由                | 2017年3月12日にルール改正を行い、Foreign Exchange Act No. 87/1992 に基づき、幅広く許可されるようになった。 |

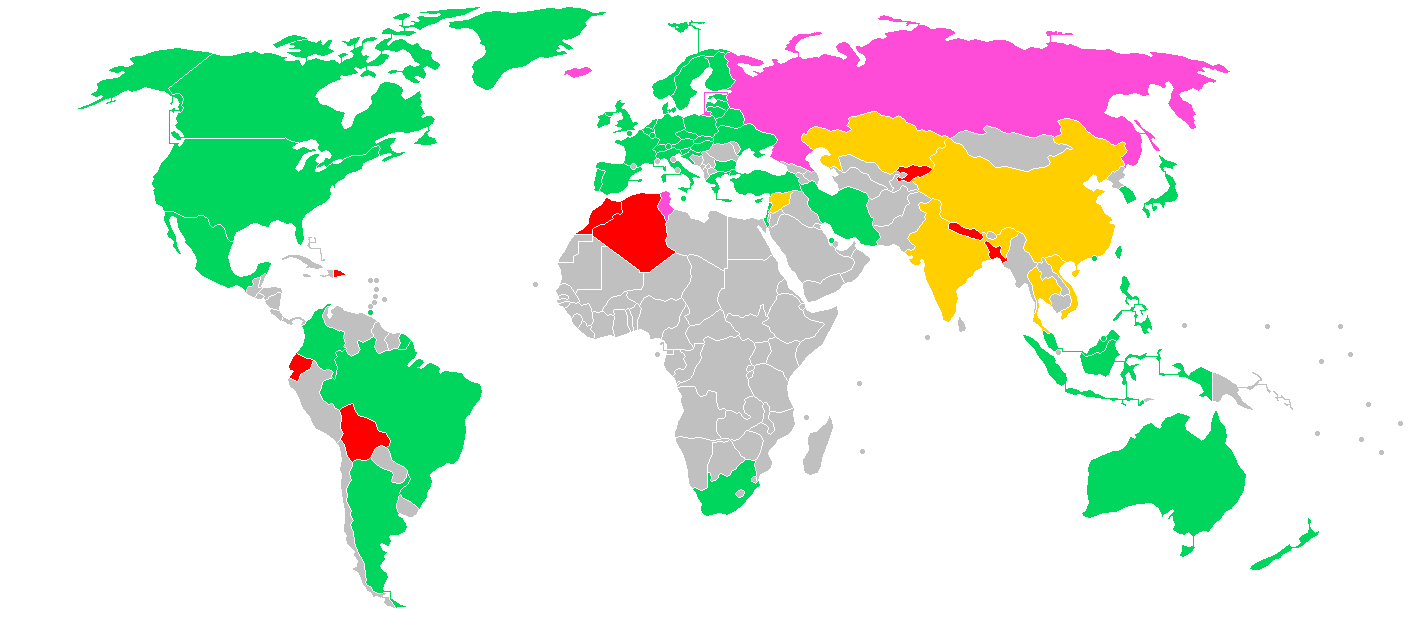
2014年当時の各国の取り扱い状況（現在とは異なる）

| アメリカ       | 自由                | 2013年11月18日、アメリカ合衆国上院は「シルクロードを越えて : 仮想通貨の潜在的リスク、脅威と有望性」と題した委員会公聴会を開催し、デジタル通貨に関する議論を行った。 Tom Carperが招集したこの公聴会では、ビットコインや他の通貨は概してポジティブに受け取られ、ビットコインは「適法な交換の手段」であり、「集中/非集中のオンライン支払いシステムは正当な金融サービスを提供する」との発言が合衆国の官人である Peter Kadzik や Mythili Raman などからあった。 ただし、司法省刑事局は薬物や児童ポルノへのデジタル通貨の利用が拡大しているとの認識を示した。 アメリカ合衆国会計検査院 (Government Accountability Office) は、アメリカ合衆国内国歳入庁 (Internal Revenue Service; IRS) がビットコインに対する立場を明確にすることを求めた。IRS は2014年3月、ビットコインは通貨よりもむしろ「資産」であると方向づけ、ビットコインによる支払い収入にはキャピタルゲイン税が適用されるとした。 IRS はまた、ビットコインのマイニングはその活動の時点での市場価格により課税されるとし、そうしたガイダンスは遡って適用されるとした。一方、米国財務当局はビットコインに対して送金業の法規制を適用し、例えばビットコイン ATM を操業しようとする者に対して厳しい規制上の負荷をかける結果となった。対金融犯罪執行ネットワーク (Financial Crimes Enforcement Network; FinCEN) は、デジタル通貨ビジネスに対して、州ごとの送金業に対する免許や、資金洗浄およびテロリスト資金援助に対抗する当局のルールが適用され、データの収集と報告が行われなければならないとの勧告を発行した。 2013年11月21日、連邦選挙委員会は、ビットコインを政治キャンペーンに使用可能とするかどうかで膠着した。 判断は政党で分かれた (民主党の3人が否定し、共和党の3人が肯定した)。彼らの議論は集団に対する寄付をカバーしていたが、政界におけるビットコインのパイオニアである下院議員 Mark Warden と南カリフォルニアの政治家 Michael B. Glenn が独立してビットコインでの寄付を受け付け、その他の政治家が追従する道を開拓した。2014年1月現在、Warden と Glenn はともにビットコインでの寄付を受け続けている。ビットコインでの寄付を受け付けるその他の候補者もその後次第に表れている。 |
| イギリス       | 自由                | ビットコインがポンドないしユーロやドルなどの外貨と交換される場合、ビットコインの価格にもとづく付加価値税(VAT)は適用されない。しかし、ビットコインや類似する暗号通貨との交換により物品やサービスが販売される場合は、付加価値税は例外なく通常どおりにその販売者に対して適用される。 |
| イスラエル     | 自由                | イスラエルの課税当局はビットコインへの課税を検討していると言われるが、今日まで声明は出ていない。イスラエル弁護士協会は、デジタル通貨は弁護士への支払い手段として適切だと考えている。 |
| インド         | 自由                | 2013年6月、インド準備銀行 (Reserve Bank of India; RBI) は、デジタル通貨が法的、規制上および運用上のチャレンジとなる認識を示した。同年8月には、ビットコインについて調査中である旨が、RBI 報道官のメールによって明らかになった。 2013年12月24日、RBI はインドの公衆に向け、ビットコインを含むデジタル通貨の売買に耽らないようにとのアドバイスを発表した。 この発表を受け、国内のビットコイン業者が業務を停止し始めた。 数日後、アフマダーバードにてビットコインの取引プラットフォームを提供していた buysellbit.co.in のウェブサイトのオフィスに対する捜査が行われた。予備調査にて、外貨取引管理法に抵触していることが判明したためである。 2013年12月28日、RBI の副総裁 K. C. Chakrabarty はビットコインに対する規制の計画はないと発表した。 |
| インドネシア   | 制限あり            | 2013年12月21日、インドネシア銀行 (Bank Indonesia; BI) の理事 Difi Ahmad は、ビットコインは支払い方法としての発展性を持つが、詐欺や資金洗浄に使われるおそれもあると発言し、銀行による制御がないためリスクを伴うとの見方を示した。中央銀行はビットコインについて調査中であり、現状では規制の計画はないとした。 2014年1月16日、BI の副総裁 Ronald Waas は、ビットコインの使用は「インドネシア銀行法 (Undang-undang Bank Indonesia)」「電子情報取引法 (Undang-undang Informasi dan Transaksi Elektronik)」「貨幣法 (Undang-undang Mata Uang)」を含む多数の法に抵触すると発言した。例えば貨幣法はルピアのみがインドネシアにおける法貨であるとしている。彼はまた、インドネシアの公衆に対し、取引のセキュリティが保証されていないため、ビットコインを使用しないよう強く呼びかけた。ただし、BI は現状、ビットコインを規制あるいは禁止する詳細なポリシーをもっていない。 2014年2月6日、BI はビットコンやその他のデジタル通貨は通貨ではなく、インドネシアにおける法貨ではないと発表した。国民は、ビットコインやその他のデジタル通貨の所有や使用に関わるリスクはすべて自己責任であり、それらの使用にあたっては注意するよう呼びかけられた。 |
| オーストラリア | 自由                | オーストラリア政府はビットコインに対して寛容である。ビットコインによる取引やコインの売買およびマイニングは違法と見なされない。オーストラリア政府は税制上のガイドラインを公開した。 オーストラリアの課税当局はビットコインによるキャピタルゲインや売上税のガイドラインを2014年の所得申告のシステムに組み込む意向だと発表した。 |
| カナダ         | 自由                | ビットコインはPPSA（The Personal Property Security Act）の現行の規定に従ってひとつの無形資産として単純に分類される、という説がある。 2013年11月、カナダ国税庁は、ビットコインに対する課税に関する方針を発表した。 これは、ビットコインを商取引に用いる場合は、課税に関してはバーター取引と同じルールが適用されるというものである。 カナダでは、連邦政府では反資金洗浄および対テロリスト財務法令によりビットコインを規制する方針を発表した。 キュベックの政府機関である Autorité des marches financiers もまた、特にビットコイン ATM に関わるビットコイン取引について、セキュリティ法 (Loi sur les valeurs mobilières)、デリバティブ法 (Loi sur les instruments dérivés) および金融サービス法 (Loi sur les enterprises de services monétaires) の各法の違反を訴追すると発表した。 |
| 韓国           | 自由                | |
| コロンビア     | 制限あり            | 2014年3月26日、コロンビアの金融システムを監督する金融監督局は、「ビットコインは資産であり、通貨と認められないため、国定の基準価値をもたない」として、「監督下にある金融機関はビットコインへの投資やその保護を許可されない。また、『仮想通貨』に由来するリスクを知り、それを受容する責任は人々にある」との声明を発表した。 |
| シンガポール   | 自由                | 2013年9月22日、シンガポール金融管理局 (Monetary Authority of Singapore; MAS) は、「もしビットコインの運用が停止したら、誰にもその責任を問えないし、返金や援助を求める相手がいない」として、ビットコインの使用に伴うユーザのリスクを警告した。 2013年12月には、そのフォローアップとして「ビットコインを物品やサービスの報酬として受け取るかどうかの判断は商業上のものであり、MAS は干渉しない」とする声明を発表した。 2014年1月、シンガポール内国歳入庁 (Inland Revenue Authority of Singapore; IRAS) は、ビットコインに対する課税ガイドライン群を発行した。ビットコイン取引は、実物品やサービスに対する支払い手段として用いられる場合、バーター取引と見なされる。ビットコインの売買を業とする場合はビットコインの売り上げに基づいて課税される。 |
| スイス         | 自由                | 2013年12月5日、スイス連邦議会の 45人のメンバーによるデジタル持続性に向けた提案の中で、スイス政府が国の金融セクターにおけるビットコインの利用可能性を評価検討するように求められた。 また、ビットコインの法的扱いについても、付加価値税、セキュリティ、反資金洗浄の各法に関して明確化が求められた。 |
| スロベニア     | 自由                | 2013年12月23日、スロベニア財務省は声明 を発表し、ビットコインは通貨でも資産でもないとした。ビットコインによるキャピタルゲインに対する課税はないが、マイニングは課税され、ビットコインによる物品やサービスの販売も課税される。 |
| タイ           | 制限あり            | ฿ はタイのバーツ (THB) の通貨記号であるが、しばしばビットコイン (BTC/XBT) の記号として誤用される。 2013年7月、Bitcoin Company Ltd. は、タイ国内における営業許可を求めてタイ銀行に対してビットコインの動作原理のプレゼンテーションを行ったが、その最後にて外貨取引当局のメンバから、適用できる既存法の欠如や、資金調整、およびビットコインが金融媒体として多様な面をもつことから、ビットコインを用いる活動はタイでは違法だとアドバイスされた。そのことは、ビットコインの売買、ビットコインによる物品やサービスの売買、タイ国外とのビットコインの出入金のすべてが違法であることを意味していた。 しかし、2014年2月15日、タイ銀行が書面で示したところによると、バーツと交換される限りにおいて、ビットコインの取引は適法とされる。したがって、ビットコインはタイ国内において外貨との交換に用いてはならない。タイ銀行は、ビットコインの規制のために法の適用範囲を広げる計画はないとしている。 |
| 台湾           | 制限あり            | 2013年11月21日、中華民国中央銀行(Central Bank of the Republic of China; CBC) の総裁 Perng Fai-nan は、同銀行がビットコインを貴金属取引と類似すると見なし、資金洗浄を防止するための措置を適用したと発言した。 2013年12月6日、Perng Fai-nan は、ビットコインは特定のコミュニティでしか用いられていないと発言した。また、ビットコインの価格はバブル状態にあり、激しく移ろいやすいとし、従って損失を防ぐべく、ビットコインに対する投機をしないよう公衆に呼びかけた。中央銀行はビットコインの発展を注視しており、将来における規制を計画していると述べた。 2013年12月31日、金融監督管理委員会(Financial Supervisory Commission; FSC) と CBC は共同声明を発表し、ビットコインの使用に対して警告を発した。ビットコインの価格は激しく移ろいやすく、投機的であり、サイバー攻撃や窃盗に対して脆弱であり、法的な手段による保障もないとした。 2014年1月5日、FSC の主任委員である Tseng Ming-chung は、ビットコインは通貨ではなく、支払いとして個人や銀行により受け取られるべきではなく、FSC は台湾内におけるビットコイン ATM の設置を許可しないとした。 |
| 中国           | 制限あり (中国本土) | 2013年12月5日、中国の中央銀行である中国人民銀行は、金融機関によるビットコイン取引を禁止し、規制に動き出した。同銀行は、公的金融機関および決済機関はビットコインに値段を付けたり、売買したり、ビットコイン関連商品に対する保険を販売してはならないとする声明を発表した。 12月16日には、中国人民銀行が民間の決済処理機関がビットコインの交換取引を行うのを禁じた疑いがもたれたが、 BTC China の発表によればこれは正しくなく、民間決裁処理機関は自発的にサービスを取りやめたという。 中国における個人間のビットコイン取引は合法とされる。 中国（中華人民共和国）では、2014年4月中旬に国有商業銀行大手がビットコインを扱う取引所の口座を閉鎖し始めた。2019年4月、中国政府はコンピュータの電力浪費を理由にビットコインなど仮想通貨の採掘も禁止する方針を発表した。 |
| 中国           | 自由 (香港)         | 2013年11月16日、香港金融管理局(Hong Kong Monetary Authority; HKMA) の最高責任者 Norman Chan は、ビットコインは仮想的商品であると発言した。また、HKMA はビットコインを規制しないともした。ただし、当局は地域におけるビットコインの使用と外国における発展に注視するとした。 |
| デンマーク     | 自由                | 2013年12月、デンマークの金融監督局 (Financial Supervisory Authority; FSA) は、欧州銀行監督局 (European Banking Authority; EBA) による警告に追従するかたちで声明を発表した。加えて、FSA はビットコイン関連のビジネスは管轄外であり、従ってそのような起業を妨げないとした。 FSA の法務担当責任者は、デンマークはデジタル通貨をカバーすべく既存の金融法令を改正するかも知れないと発言している。 2014年3月、課税当局であるデンマーク税会議は、ビットコイン売買ビジネスは課税されるが、ビットコインを用いることによる個人的な収入や損失は課税と税控除の対象にならないと宣言した。 |
| ドイツ         | 自由                | 2013年8月19日、ドイツ連邦財務省は、ビットコインは「計算単位 (unit of account)」であって、国内における課税と取引に使用可能であるとした。外貨とも電子貨幣とも考えず、多角清算サークルで用いることができる「プライベート貨幣」であるとしている。 |
| トルコ         | 自由                | ビットコインは法律上、電子貨幣と考えられないため、規制されない。 |
| 日本           | 自由                | 国会での質問を受け、2014年3月7日、政府はビットコインの法的な扱いについて質問への回答書というかたちで閣議決定を行った。 その後、仮想通貨は貨幣の機能をもつと金融庁が認め、 国会で法改正を行い、 民間銀行によるビットコインの扱り扱いや類似の独自通貨の発行が可能になった。2017年4月1日より、資金決済に関する法律の第2条第5項の暗号資産（当初の名称は仮想通貨）に該当する。 政治家個人への献金は、暗号通貨は金銭及び有価証券ではないが、財産上の利益による寄付に該当すると2019年10月18日に日本政府は閣議決定した。 |
| ノルウェー     | 自由                | 2013年12月、ノルウェー課税当局は、ビットコインを貨幣と定義せず資産と見なすと発表した。収益は財産税の対象となる。商業上は、ビットコインの利用は販売税の対象として規制を受ける。 |
| フィリピン     | 自由                | 2014年3月6日、フィリピン中央銀行 (Bangko Sentral ng Pilipinas; BSP) は、ビットコインの取引および使用に関わるリスクに関して声明を発表した。BSP は現状ではビットコインの売買を規制していない。BSP は資金洗浄やその他の違法な目的でビットコインが使用される可能性について監視を続ける。 |
| フィンランド   | 自由                | フィンランドは、2013年9月にビットコインに対する規制ガイダンスを発行し、キャピタルゲインに対する課税と、マイニング報酬を収入と見なして課税する方針を示した。 |
| ブラジル       | 自由                | |
| ベトナム       | 自由                | 2014年2月28日、ベトナム国立銀行は、警告となる声明を発表し、ベトナムにおける通貨および金融に関する現行法に照らしてビットコインやその他の類似する支払い手段は法的に認知されず、保護されないとした。 |
| ベルギー       | 自由                | 政府はビットコインに対し不干渉のアプローチを決めた。財務大臣は公的にビットコインには何の問題もないと発言し、国立銀行は何ら反対しないと述べた。対資金洗浄の担当局も、何のガイドラインも警告も発表していない。 |
| ポーランド     | 自由                | 2013年12月18日、ポーランドは初めてビットコインの適法性について公式に「違法ではない」と発表した。 この発表は財務省の Szymon Woźniak によって行われたが、違法ではないものの、ビットコインは未だ貨幣として適法だとも見なされないとも明示された。 |
| マレーシア     | 自由                | 2014年1月、マレーシア国立銀行は、ビットコインはマレーシアにおける法貨と認められないとする声明を発表した。中央銀行はビットコインの運用を当面は規制せず、ユーザはビットコインの使用に付随するリスクを認識すべきだとされた。 |
| ヨルダン       | 制限あり            | ヨルダンの中央銀行は、銀行、両替商、金融企業および決済サービス企業がビットコインやその他のデジタル通貨を扱うことを禁止している。 ビットコインのリスク、およびそれが法貨で無いことについて公衆への警告はあるが、小規模ビジネスや商店では受け入れられている。 |
| リトアニア     | 自由                | 2014年1月31日、リトアニア銀行 は、ビットコインはリトアニアにおける法貨ではなく、そのユーザは使用に伴う高いリスクを認識すべきだとする警告を発表した。 |
| レバノン       | 制限あり            | 2013年12月19日、レバノン銀行は、デジタル通貨の購入・保存および使用に関し、価格の不安定、損失可能性、その他のリスクに鑑みて公衆に警告を発した。 また、2000年に発行された法令に基づき、金融および外貨交換機関が電子貨幣を扱うことは禁止されていることが指摘されている。 |
| ロシア         | 制限あり            | 2014年1月27日、ロシア連邦中央銀行は、ビットコインの使用はロシアで禁止されている貨幣の代替に当たるとの声明を発表した。中央銀行は、そのような代替物は資金洗浄やテロリスト活動への資金援助を含む違法な使用の可能性があるとして警告した。また、貨幣の代替物をハードカレンシーと交換する行為は疑いを持たれることも示した。 2014年2月、ロシアの検事総長局は、ビットコインは貨幣代替物であり「個人や法人によって用いられてはならない」と改めて述べた。 ただし、中央銀行は、目下いかなる暗号通貨も禁止する計画を持たないと明言した。政府はそのような通貨の違法な使用を防止すべく、市民と法人を保護するための法的な枠組みを設ける予定であるという。 |